# ناتسكي هارادا
ناتسكي هارادا (بالكانا:はらだ なつき) هي ممثلة يابانية، ولدت في 7 يوليو 1984 في اليابان.

## أعمال

### مسلسلات
- ليغل هاي

## وصلات خارجية
- ناتسكي هارادا على موقع IMDb (الإنجليزية)
- ناتسكي هارادا على موقع قاعدة بيانات الفيلم (الإنجليزية)